# Ramon Gasch i Pou
Ramon Gasch i Pou (Santa Maria de Palautordera, 4 de febrer de 1950) és un enginyer tècnic elèctric i escriptor català. Ha publicat alguns manuals tècnics i un llibre amb les seves vivències professionals. És membre fundador del GEM (Grup d'Escriptors del Montseny) i ha col·laborat en la publicació del llibre Relats del Montseny (2013). És autor també de les novel·les D'un temps sense esperança (2004), crònica novel·lada sobre els camps de concentració franquistes, i Núvol negre (2008, sobre l'accident de Txernòbil).
En col·laboració amb Andreu González Castro ha escrit Bon cop de falç! (2011), guardonada amb el Premi Nèstor Luján de novel·la històrica. La seva col·laboració ha continuat amb Defensors de la terra (2013), que continua la història de la família Martí, i La venjança dels almogàvers (2015).